# Mannheimer Zeichnungsakademie

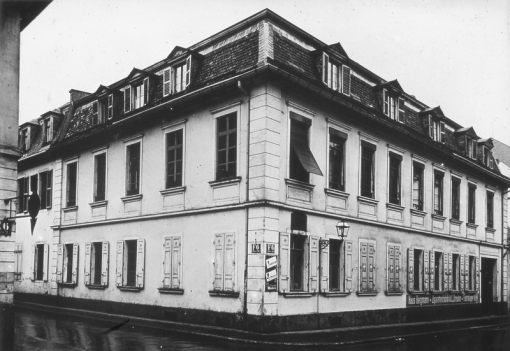
Damaliges Gebäude der Zeichnungsakademie (um 1920, zerstört im Zweiten Weltkrieg)

Die Mannheimer Zeichnungsakademie war die Kunstschule der kurpfälzischen Haupt- und Residenzstadt Mannheim, welche von 1758 bis 1804 bestand. Eine Vielzahl namhafter bildender Künstler wurde dort von renommierten Lehrkräften unterrichtet und ausgebildet.

## Geschichte
Die Mannheimer Zeichnungsakademie, öfter auch Mannheimer Zeichenschule oder Mannheimer Kunstakademie genannt, wurde 1758 vom kurpfälzischen Hofarchitekten Peter Anton von Verschaffelt gegründet. Kurfürst Karl Theodor griff die Idee der systematischen Ausbildung von bildenden Künstlern in seiner Hauptstadt freudig auf und wandelte die Privatgründung 1769 in ein staatliches Institut um. Die Politik des Herrschers hatte eine starke kultur- und bildungspolitische Intention, unter seiner Regierung avancierte Mannheim zu einem Zentrum der Künste und Wissenschaften. Als Pendant zur Zeichnungsakademie begründete Karl Theodor schon 1763, ebenfalls in Mannheim, die Kurpfälzische Akademie der Wissenschaften.

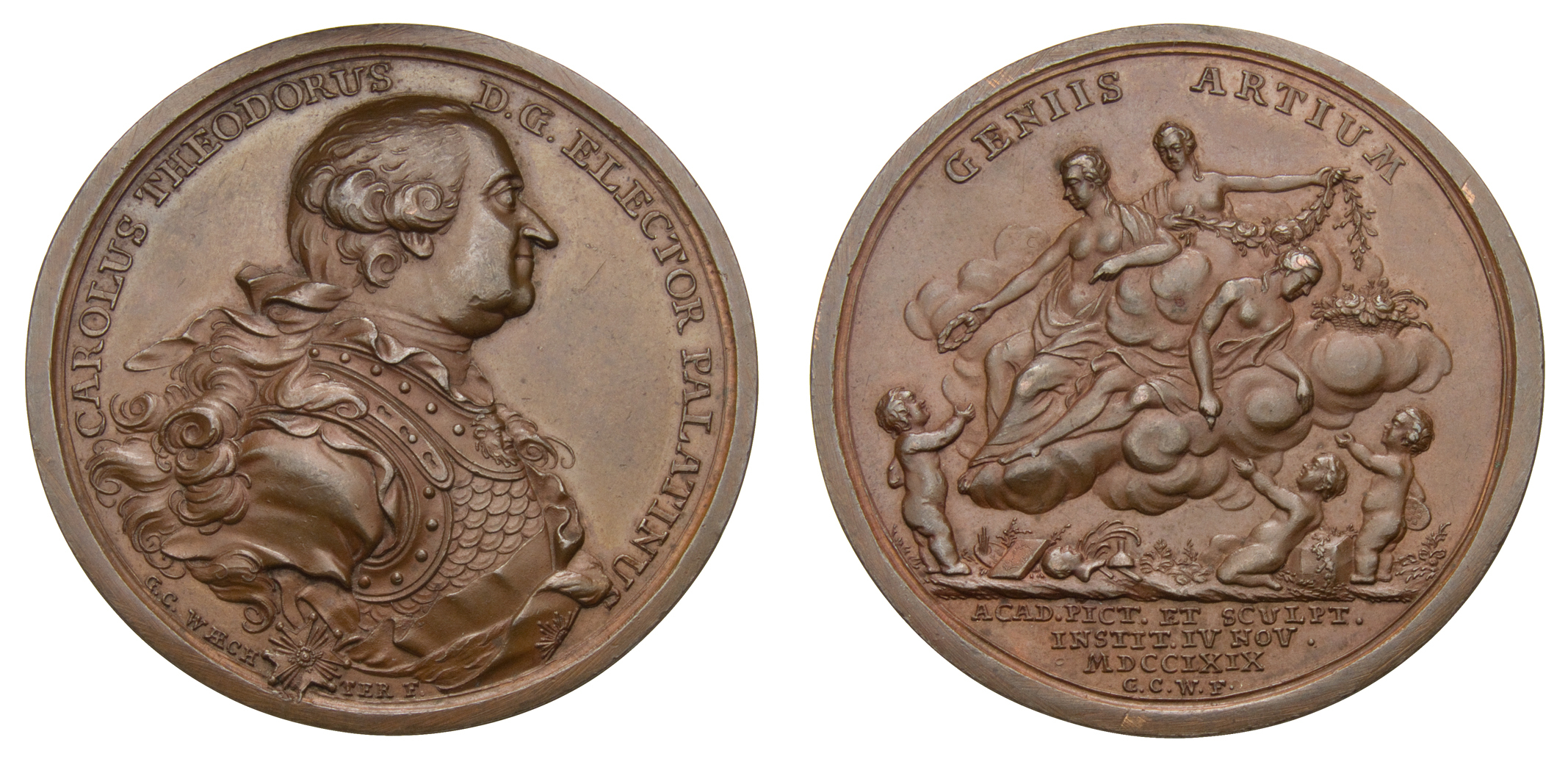
Georg Christoph Wächter: Gedenkmünze zur Gründung der Mannheimer Zeichnungsakademie mit dem Bildnis des Kurfürsten Karl Theodor auf der Vorderseite, 1769 – Aufschrift der Rückseite: GENIIS ARTIUM // ACAD PICT ET SCULPT / INSTIT IV NOV / MDCCLXIX (Den Genien der Künste, Akademie für Malerei und Bildhauerei, gegründet am 4. Nov. 1769)

Das Kunstakademiegebäude war 1756–58 nach Plänen von Verschaffelt in Quadrat F 6, 1 errichtet worden und die Privatschule eröffnete im Dezember 1758. Ab 1764 vergab der Kurfürst hierfür Stipendien an talentierte Jungkünstler und regte an, alte Gipsstatuen aus seinen Schlössern zu sammeln, sowie Abgüsse berühmter Figuren in Italien fertigen zu lassen, um sie den Schülern als Studienmaterial zugänglich zu machen. Daraus entstand ab 1767 die zu ihrer Zeit bedeutendste Skulpturensammlung Europas, der sogenannte Antikensaal, der viele Besucher anlockte u. a. auch die Dichter Herder, Lessing, Schiller und Goethe. Geregelten Lehrbetrieb nahm man erst mit der staatlichen Übernahme, am 4. November 1769 auf. Das Institut war stark frequentiert und formte schließlich eine ganze Künstlergeneration.
1777 starb die bayerische Linie der Wittelsbacher aus, Kurfürst Karl Theodor erbte das Kurfürstentum Bayern und verschmolz es mit seinem Land zu Kurpfalz-Bayern. Seine Residenz musste er 1778 vertragsgemäß nach München verlegen. Ihm folgte der Hof und die Regierungsstellen; Mannheim sank zur Provinz herab. Damit begann auch der Niedergang der Mannheimer Zeichnungsakademie. Bis zum Tode Peter Antons von Verschaffelt, im Jahre 1793, kamen noch viele Schüler wegen seines Renommees.
In Kurpfalz-Bayern hatte die Münchner Akademie der Bildenden Künste inzwischen den früheren Rang von Mannheim eingenommen. Trotzdem versuchten 1802/1803 der Bildhauer Maximilian Joseph Pozzi als Sekretär und der Maler Carl Kuntz als Leiter, die Mannheimer Akademie nochmals zu beleben, was jedoch misslang. Letzter Akademiechef war 1804 der Bildhauer Peter Simon Lamine (1737–1817).
Die Mannheimer Zeichnungsakademie schloss 1804 endgültig. In das Gebäude zog 1808 eine Zigarrenfabrik ein, später beherbergte es Teile der Mannheimer Stadtverwaltung und wurde im Zweiten Weltkrieg zerstört.
Die meisten Skulpturen des Antikensaales (ca. 200) kamen 1807 nach München um in der dortigen Akademie der Bildenden Künste wieder ihren ursprünglichen Zweck zu erfüllen. Ein kleiner Teil (ca. 50) verblieb in der Kurpfalz und befindet sich heute im Mannheimer Schloss.

## Namhafte Lehrer
- Heinrich Carl Brandt (1724–1787), Lehrer und Sekretär[5][6]
- Joseph Fratrel (1727–1783), Lehrer
- Johann Wilhelm Hoffnas (1727–1795), Lehrer[7]
- Ferdinand Kobell (1740–1799), Lehrer
- Carl Kuntz (1770–1830), Leiter 1802/1803, früher selbst Schüler
- Peter Simon Lamine (1737–1817), Leiter 1804, früher selbst Schüler
- Franz Anton Leitenstorffer (1721–1795), Lehrer
- Maximilian Joseph Pozzi (1770–1842), Lehrer, früher selbst Schüler
- Johann Jakob Rieger (1754–1811), Lehrer, früher selbst Schüler
- Heinrich Sintzenich (1752–1812), Lehrer, früher selbst Schüler[8][9]
- Anton Schäffer (1722–1799), Hof-Medailleur, ab 1770 Lehrer, seit 1788 auch ständiger Sekretär
- Egid Verhelst (1733–1804), Lehrer
- Peter Anton von Verschaffelt (1710–1793), Gründer und erster Leiter

## Namhafte Schüler
- Andreas Bissel (1773–1847)[10]
- Jacob Friedrich Dyckerhoff (1774–1845)[11]
- Karl Matthias Ernst (1758–1830)[12][13]
- Franz Kobell (1749–1822)
- Wilhelm von Kobell (1766–1853)
- Franz Peter Kymli (1748–1813)
- Nikolaus Lauer (1753–1824)
- Johann Jacob de Lose (1755–1813)
- Johann Heinrich Lips (1758–1817)
- Johann Christian von Mannlich (1741–1822)
- Friedrich Müller, genannt Maler Müller (1749–1825)
- Ignazio Pozzi (1766–1842)[14]
- Peter Schmid (1769–1853)
- Franziska Schöpfer (1763–1836)[15]
- Maximilian von Verschaffelt (1754–1818)[16]

## Sonstiges
Nach der Zeichnungsakademie wurde ehemals der Straßenzug zwischen den E- und F-Quadraten der Innenstadt als Akademiestraße bezeichnet und in Verlängerung über den Luisenring die aktuelle Akademiestraße im Stadtteil Jungbusch danach benannt.